# Philips P2000C
Philips P2000C (P2000C) је био преносиви рачунар фирме Philips који је почео да се производи у Холандији од 1983. године.
Користио је два Z80A микропроцесора. RAM меморија рачунара је имала капацитет од 64 KB до 320 KB. 
Као оперативни систем кориштен је CP/M 2.2.

## Детаљни подаци
Детаљнији подаци о рачунару P2000C су дати у табели испод.
|                       |                                                                                         |
| [ 1 ]                 |                                                                                         |
| Произвођач            |                                                                                         |
| Тип                   | преносиви рачунар                                                                       |
| Меморија              | 64 до 320 KB                                                                            |
| Поријекло             | Холандија                                                                               |
| Година                | 1983                                                                                    |
| Тастатура             | пуни помак тастера, 93 тастера са функцијским и тастерима смјера, и нумеричка тастатура |
| Процесор              | два                                                                                     |
| Фреквенција процесора | 4                                                                                       |
| RAM                   | 64 до 320 KB                                                                            |
| ROM                   | непознато                                                                               |
| Текст                 | 80 знакова x 25 линија                                                                  |
| Графика               | 512 x 256 тачака                                                                        |
| Боја                  | једна боја – зелени приказ                                                              |
| Звук                  | нема звука                                                                              |
| Димензије             | 15                                                                                      |
| Портови               |                                                                                         |
| Оперативни систем     |                                                                                         |